# Lampetis aurifer
Lampetis aurifer es una especie de escarabajo del género Lampetis, familia Buprestidae. Fue descrita científicamente por Olivier en 1790.